# Ганс Штен
Ганс Штен (нім. Hans Steen; 28 вересня 1907, Кіль — 5 липня 1944, Атлантичний океан) — німецький офіцер-підводник, капітан-лейтенант крігсмаріне.

## Біографія
В 1925 році вступив на флот. З квітня 1938 року — старший боцман лінкора «Гнайзенау». З лютого 1940 року — викладач Військово-морського училища Мюрвіка. З серпня 1940 року — вахтовий офіцер 11-ї флотилії мінних тральщиків. В січні-жовтні 1941 року пройшов курс підводника. З жовтня 1941 року — 1-й вахтовий офіцер на підводному човні U-117. В березні-травні 1943 року пройшов курс командира човна. З 22 вересня 1943 року — командир U-233. 27 травня 1944 року вийшов у свій перший і останній похід. 5 липня U-233 був потоплений південно-східніше Галіфаксу (42°16′ пн. ш. 59°49′ зх. д.) тараном, глибинними бомбами і вогнем артилерії американських есмінців «Бейкер» та «Томас». 29 членів екіпажу були врятовані, 32 (включаючи Штена) загинули.

## Звання
- Лейтенант-цур-зее (1 жовтня 1940)
- Оберлейтенант-цур-зее (1 жовтня 1941)
- Капітан-лейтенант (1 березня 1944)

## Нагороди
- Медаль «За вислугу років у Вермахті» 4-го і 3-го класу (12 років)